# Espicanard
L'espicanard (Nardostachys jatamansi) és una espècie de planta amb flors i l'única del gènere Nardostachys dins la família de les caprifoliàcies (Caprifoliaceae). És una planta nativa de l'Himàlaia, ha estat utilitzada tradicionalment com a planta medicinal i per fabricar perfums. Ha estat inclosa a la Llista Vermella de la UICN com a espècie en perill crític.
També s'han recollit les variants lingüístiques espiga-nard i spignar.

## Descripció
És una planta herbàcia erecta que pot atènyer una altura entre 10 i 60 cm d'altura. És pubescent, perenne i vivaç, amb un rizoma que fa entre 2,5 i 7 cm. Les fulles basals es presenten en roseta i fan entre 15 i 18 cm de llarg, mentre que les caulinars (les de les tiges) es disposen de manera oposada i fan uns 7 cm de llarg. Les flors tenen una corol·la de cinc pètals soldats per la paer inferior, normalment de color rosa-porpra, i agrupades en inflorescències terminals.

## Taxonomia
Aquesta espècie va ser publicada per primer cop l'any 1825, sota el nom de Patrinia jatamansi, a l'obra Prodromus Florae Nepalensis, sive Enumeratio Vegetabilium, quae in Itinere per Nepaliam Proprie Dictam et Rgiones Conterminas, Ann. 1802-1803. Detexit atque legit D. D. Franciscus Hamilton del botànic escocès David Don (1799-1841).
Més tard, l'any 1832, el botànic suís Augustin Pyramus de Candolle va crear el gènere Nardostachys i hi va posar aquest tàxon, d'aquí el nou nom de Nardostachys jatamansi, amdós van ser publicats al volum setè de la seva obra Collection de mémoires pour servir à l'histoire du règne végétal et plus spécialement pour servir de complément à quelques parties du Prodromus regni vegetabilis.